# حساب عكسي
الحساب العكسي (بالإنجليزية:  CONTRA ACCOUNT)‏ هو حساب سيطرح من حساب، فمثلا عند تحديد حجم الديون الرديئة من إجمالي المدينين A/R نقوم بوضع حساب عكسي تحت اسم Allowance (السماح) ليطرح من المدينين (إن الممارسة المحاسبية بالدول العربية تقوم على تسميته مخصص ديون مشكوك بها وهذا غير علمي أو مهني والكتب المحاسبية العربية لا تعرف هذا الحساب !)[بحاجة لمصدر] وهناك العديد من الحسابات العكسية مثل حساب تقييم المخزون Valuation وحساب الأرباح الإجمالية المؤجلة Deferred Gross Profit الذي سيطرح من حساب المدينون بالتقسيط Installment A/R بقيمة الأقساط غير المحصلة، وغيرها.
وأشهر حساب CONTRA الكونترا (العكسي) هو الاندثار المتناقص أو الاندثار المتراكم Accumulated Depreciation ويعرف بإنه حساب عكسي سيطرح من الحساب الأصل المتعلق به، ويخطأ المحاسبين العرب عند تسميته مخصص استهلاك (حساب المخصص هو المبلغ الذي يحتمل دفعه ويمكن تقديره بشكل معقول ويكون هذا الحساب ضمن الالتزامات) بينما الاهتلاك أو الاندثار هو توزيع لتلكفة الاصل على الفترة الإنتاجيه له، ويتم تراكم هذا التوزيع ضمن حساب اسمه الاندثار المتراكم (الاهتلاك المتراكم Accumulated Depreciation))